# Hidetoyo Watanabe
Hidetoyo Watanabe (渡邉 英豊 Watanabe Hidetoyo?, nacido el 19 de enero de 1971 en Kanagawa) es un exfutbolista japonés. Jugaba de guardameta y su último club fue el Omiya Ardija de Japón.

## Trayectoria

### Clubes
| Club              | País  | Año         |
| ----------------- | ----- | ----------- |
| Montedio Yamagata | Japón | 1993 - 1997 |
| Denso             | Japón | 1998        |
| Omiya Ardija      | Japón | 1999 - 2002 |